# Islandská koruna
Islandská koruna (islandsky króna) je zákonným platidlem ostrovního státu Island. Název „koruna“ je stejný pro většinu měn severských států (norská, dánská, švédská koruna), ke kterým se Island započítává. ISO 4217 islandské koruny je ISK. Jedna setina koruny se nazývá „eyrir“ (množné číslo „aurar“), v oběhu se však nevyskytují žádné mince nižší nominální hodnoty než 1 koruna.

## Historie
Island byl až do roku 1918 součástí Dánského království. Dánská koruna začala na Islandu platit v roce 1874. V roce 1885 se začaly tisknout islandské korunové bankovky, které byly variantou dánské koruny. V období mezi roky 1873 a 1914 byla dánská koruna volna směnitelná s norskou a švédskou měnou v rámci Skandinávské měnové unie. Po rozpadu unie začal každý stát používat vlastní měny odvozené od zaniklé společné. Poté, co Island získal rozsáhlou autonomii v rámci personální unie s Dánskem v roce 1918, začal také používat svou vlastní korunu, která byla již nezávislá na dánské měně. Island vydal své první vlastní mince v roce 1922. V roce 1981 provedla islandská národní banka měnovou reformu, kdy se ze sta „starých“ korun stala jedna „nová“ koruna.

## Mince a bankovky
Mince islandské koruny měly hodnoty 1, 5, 10, 50, 100 korun. Na aversních stranách mincí jsou vyobrazeny zástupci islandské fauny.
- 1 koruna: treska obecná
- 5 korun: delfín obecný
- 10 korun: huňáček severní
- 50 korun: krab pobřežní
- 100 korun: hranáč šedý

Bankovky měly hodnoty 500, 1000, 2000, 5000, 10000 korun  a jsou na nich vyobrazeny významné osobnosti islandských dějin. 
- 500 korun: Jón Sigurðsson
- 1000 korun: Brynjólfur Sveinsson
- 2000 korun: Jóhannes Sveinsson Kjarval
- 5000 korun: Ragnheiður Jónsdóttir
- 10000 korun: Jónas Hallgrímsson